# Берегове (Довжанський район)
Берегове́ (до 1978 року — хутір Підгі́рний) — село в Україні, у Сорокинській міській громаді Довжанського району Луганської області. Населення становить 12 осіб.

## Географія
Географічні координати Берегового: 48°34' пн. ш. 39°37' сх. д. Часовий пояс — UTC+2. Загальна площа села — 0,531 км². Довжина Берегового з півночі на південь — 0,7 км, зі сходу на захід — 0,6 км.
Село розташоване у східній частині Донбасу за 50 км від районного центру — міста Сорокине. Через село протікає річка Сіверський Донець.

## Історія
Перша назва хутір Підгірний, утворена від слова «гора» і прийменника «під».
Село засноване у другій половині XVIII століття на правах рангової дачі підполковником Рашкевичем.
У кінці XVIII століття в Підгірному проживало 216 чоловіків і 150 жінок.
У 1978 році перейменовано на село Берегове.
12 червня 2020 року, відповідно до Розпорядження Кабінету Міністрів України № 717-р «Про визначення адміністративних центрів та затвердження територій територіальних громад Луганської області», увійшло до складу Сорокинської міської громади.
17 липня 2020 року, в результаті адміністративно-територіальної реформи та ліквідації  Сорокинського району, увійшло до складу новоутвореного Довжанського району.

## Населення
За даними перепису 2001 року населення села становило 12 осіб, з них 50% зазначили рідною мову українську, 50% — російську.